# Заполля (на Меревському озері, Заклинське сільське поселення)
Заполля (рос. Заполье) — присілок у Лузькому районі Ленінградської області Російської Федерації.
Населення становить 21 особу. Належить до муніципального утворення Заклинське сільське поселення.

## Історія
Згідно із законом від 28 вересня 2004 року № 65-оз належить до муніципального утворення Заклинське сільське поселення.

## Населення
| 1838 | 1862 | 1997 | 2007 | 2010 |
| ---- | ---- | ---- | ---- | ---- |
| 37   | ↗58  | ↘17  | ↘7   | ↗21  |